# Камм, Генри
Генри Камм (англ. Henry Kamm; 3 июня 1925 — 9 июля 2023) — американский журналист, зарубежный корреспондент, бо́льшую часть своей карьеры проработавший в The New York Times. В 1977 году он освещал для издания миграцию беженцев из Индонезии, год спустя материалы были удостоены Пулитцеровской премии за международный репортаж.

## Биография
Ханс Камм родился в силезском городе Бреслау, который покинул в 1941 году, отправившись на обучение в Старшую школу Джорджа Вашингтона в Нью-Йорке. С её окончанием в 1943 году юноша присоединился к Корпусу морской пехоты США и участвовал в европейском театре Второй мировой войны. По завершении военных действий он присоединился к дознавательской команде, расследовавшей военные преступления. В 1946 году Камм вернулся в Нью-Йорк и через три года получил степень бакалавра в городском университете. Во время обучения он являлся членом студенческого общества Phi Beta Kappa.
Получив работу посыльного в редакции The New York Times, Камм вскоре продвинулся по службе: сначала до члена отдела редакционных показателей, а позднее — до выпускающего редактора. В 1960 году Камм получил пост помощника редактора новостей в парижском бюро газеты, который занимал последующие четыре года. Ещё некоторое время он служил в Париже европейским корреспондентом газеты, но к 1966 году его перевели в Варшаву. Следующий год журналист освещал события в Восточной Европе, а затем в течение года возглавлял редакцию New York Times в Москве. В 1969-м журналист был командирован в Бангкок, но уже через два года вернулся во Францию. Он продолжал освещать европейскую повестку до 1978 года, когда стал азиатским дипломатическим корреспондентом издания в Бангкоке. В частности, в 1977 году он освещал миграцию беженцев из Индонезии. Год спустя эти материалы были удостоены Пулитцеровской премии за международный репортаж. Следующее десятилетие Камм провёл в Европе, работая в редакциях New York Times в Риме, Афинах, Будапеште и Женеве.
В 1996 году Камм выпустил книгу «Восхождение дракона: Вьетнам и вьетнамцы» (англ. Dragon Ascending: Vietnam and the Vietnamese), основанную на его журналистском опыте, через два года — сборник материалов «Камбоджа: репортаж из поражённой земли» (англ. Cambodia: Report from a Stricken Land).